# Itatinga (kommun)
Itatinga är en kommun i Brasilien.   Den ligger i delstaten São Paulo, i den södra delen av landet, 800 km söder om huvudstaden Brasília. Antalet invånare är 18 052.
Följande samhällen finns i Itatinga:
- Itatinga

Omgivningarna runt Itatinga är huvudsakligen savann. Runt Itatinga är det glesbefolkat, med 19 invånare per kvadratkilometer.